# Slivnica (Kroatien)
Slivnica är en ort i Kroatien. Den ligger i länet Zadars län, i den södra delen av landet, 180 km söder om huvudstaden Zagreb. Slivnica ligger 222 meter över havet och antalet invånare är 880.
Terrängen runt Slivnica är varierad. Havet är nära Slivnica åt nordväst. Runt Slivnica är det glesbefolkat, med 19 invånare per kvadratkilometer. Närmaste större samhälle är Vrsi, 17,4 km väster om Slivnica. Trakten runt Slivnica består till största delen av jordbruksmark.